# Irisbus Citelis
Les Irisbus Citelis et Crealis — le Créalis est une sorte de Citelis amélioré — sont une gamme d'autobus urbains construits et commercialisés par Irisbus de 2005 à 2015.
Le Citelis a été décliné en trois longueurs : 10,8 mètres, 12 mètres et articulé de 18 mètres.
Le Citelis était produit dans l'usine française d'Annonay (anciennement Renault VI), l'usine italienne de Valle Ufita (fermée en 2011) et l'usine tchèque de Vysoké Mýto (ex Karosa).

## Histoire
Irisbus a présenté le Citelis en mai 2005, en successeur des Iveco CityClass et Agora lancés dix ans plus tôt. Les premiers exemplaires de série sont livrés aux opérateurs dès le début du second semestre 2005. Pendant quelques mois Irisbus a ainsi livré à la fois des CityClass, des Agora et des Citelis.
La conception du Citelis découle en partie de celle de l'Agora et du CityClass, dont il reprend de nombreux composants et partage la plate-forme (Agora).
En 2007, lors de l'arrêt de la commercialisation du CityClass, le Citelis remplace de facto ce véhicule au catalogue, notamment sur les marchés italien et européen où il a été vendu à 10.000 exemplaires.
Dans sa première mouture, le Citelis respecte la norme Euro III. Dès 2007, le véhicule est adapté afin de répondre à la norme Euro IV grâce à la technologie de la réduction catalytique sélective. Les derniers Citelis produits répondent à la norme Euro V.
Les derniers Citelis ont été livrés en Europe de l'Ouest en 2014. Irisbus devenu Iveco Bus a continué à livrer des Citelis jusqu’en 2015 au Kazakhstan.

## Modèles

### Générations
Le capot arrière a été légèrement redessiné plusieurs fois durant la production (normes Euro 4 et Euro 5/EEV), le passage à la norme Euro 4 réduisant de 5 à 2 le nombre d’ouïes à côté du panneau pub la dernière (hérité des Agora Euro 3), plus importante, changeant le système d'ouverture du capot. En revanche, les ouïes d'aération moteur, bien qu'arrondies pour l'esthétique, restent les mêmes. Ces ouïes d'aération du compartiment moteur avaient donné tellement de soucis à Renault lorsque les Agora montaient des moteurs Renault qui chauffaient exagérément.

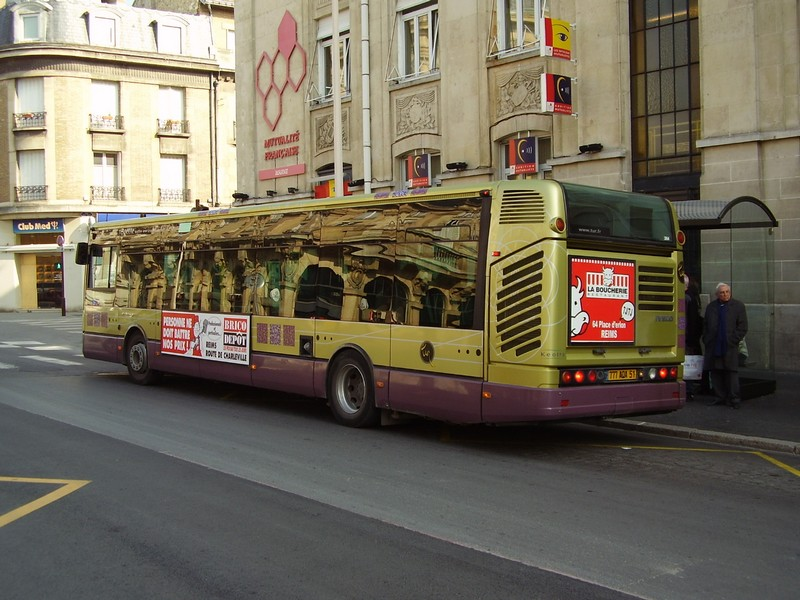
Arrière d'un Citelis €3 (de 2005 à 2006)
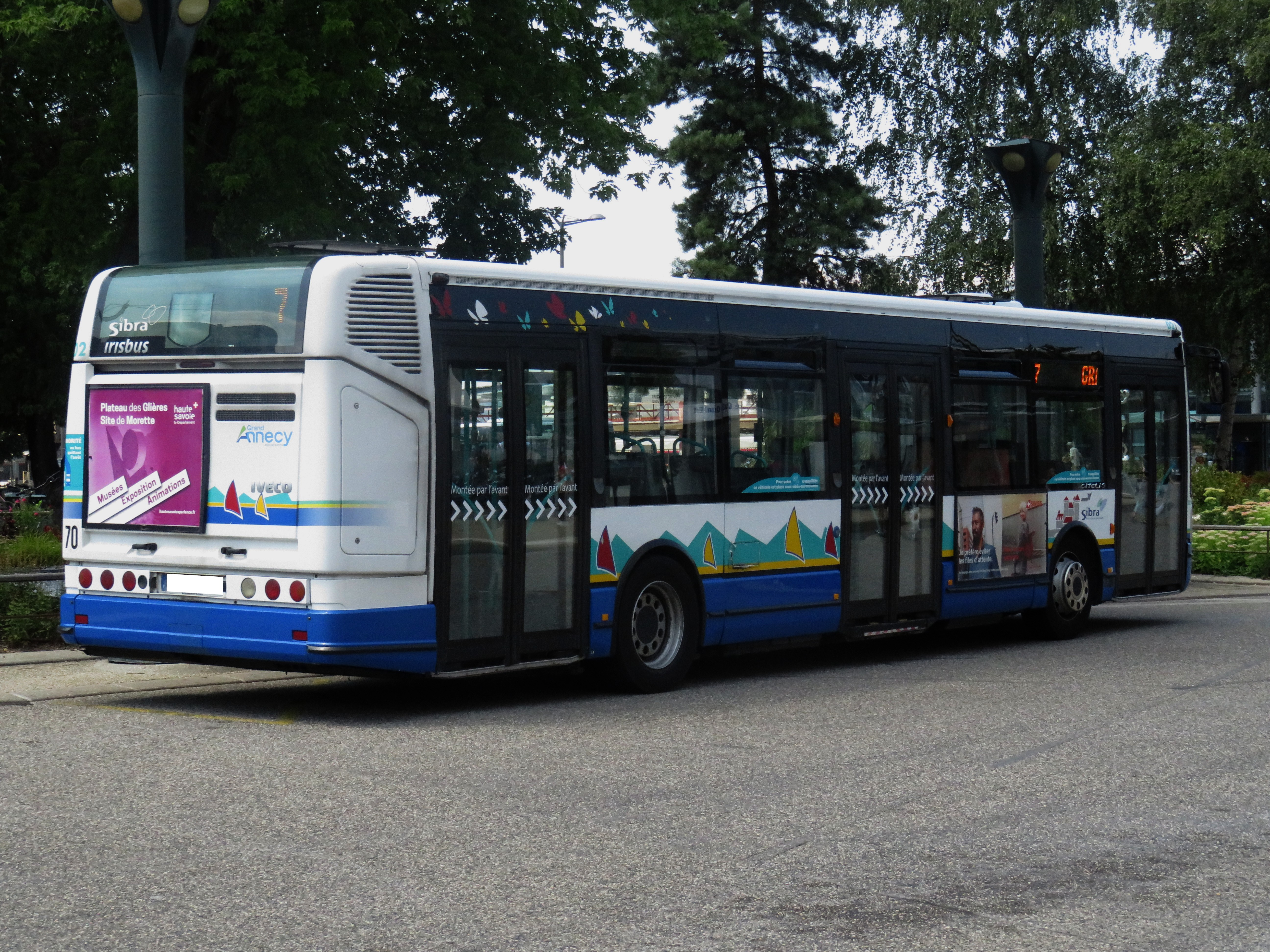
Arrière d'un Citelis €4 (de fin 2006 à 2009).
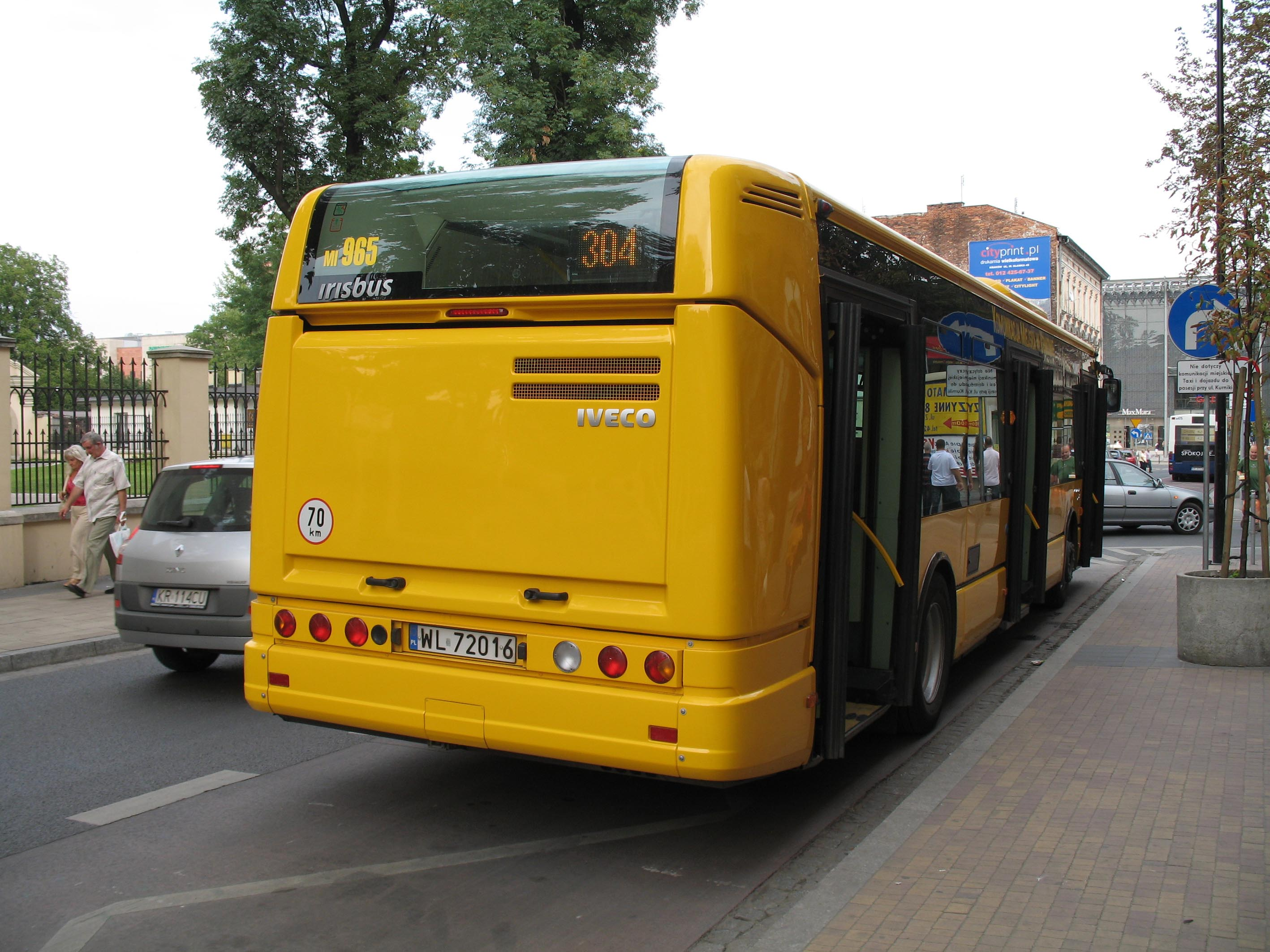
Arrière d'un Citelis €5 (de 2009 à début 2011).
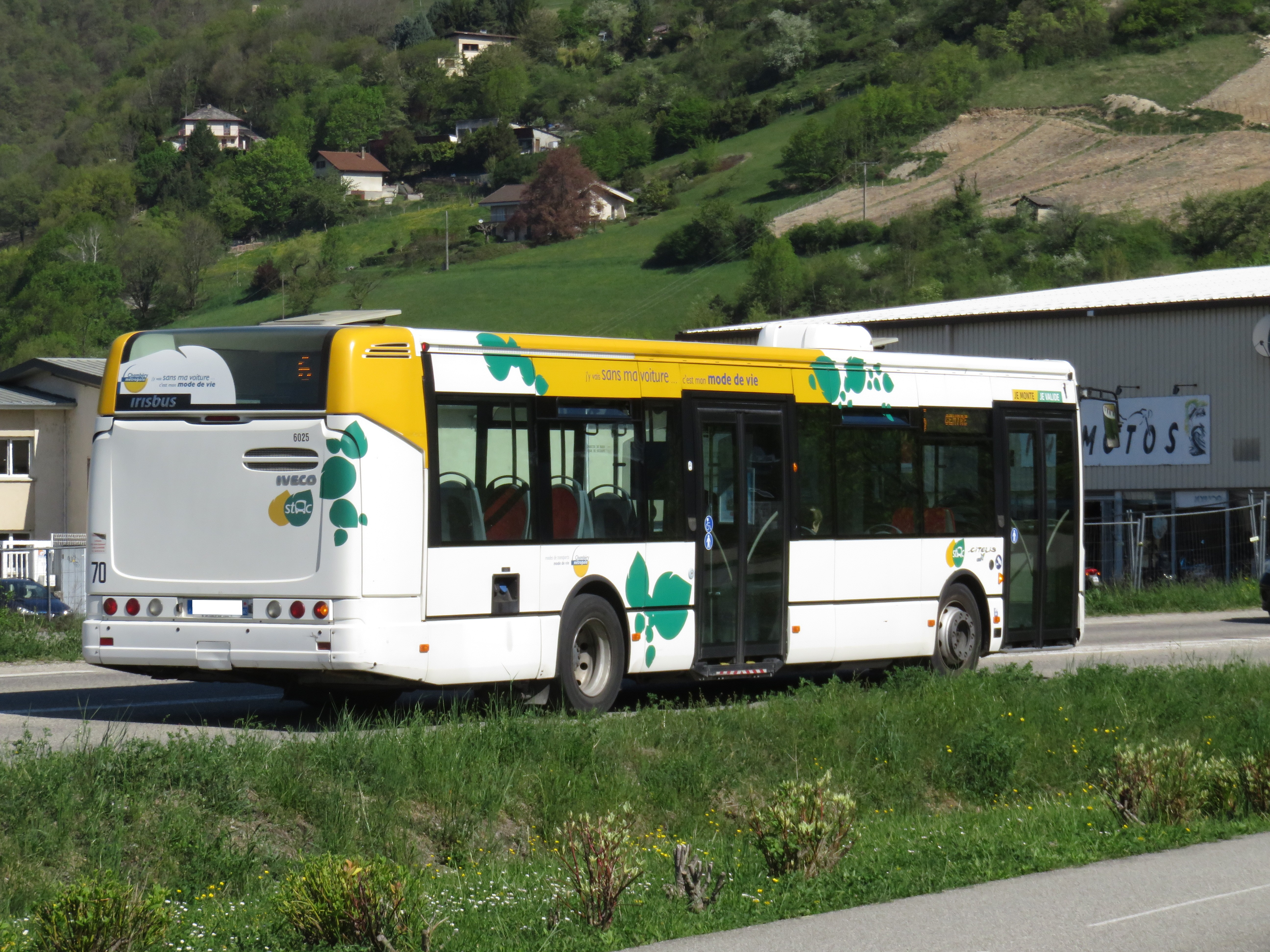
Arrière d'un Citelis EEV (à partir de 2011).

### Liste
- Motorisation diesel :
  - Citelis 10, midibus
  - Citelis 12, autobus standard
  - Citelis 18, autobus articulé
  - Citelis Line, autobus suburbain avec moteur longitudinal
- Motorisation GNV :
  - Citelis 10 GNV, midibus
  - Citelis 12 GNV, autobus standard
  - Citelis 18 GNV, autobus articulé
- Motorisation hybride :
  - Citelis 12 Hybrid, autobus standard
  - Citelis 18 Hybrid, autobus articulé
- Trolleybus :
  - Skoda 24Tr, trolleybus standard sur une base de Citelis 12
  - Skoda 25Tr, trolleybus articulé sur une base de Citelis 18

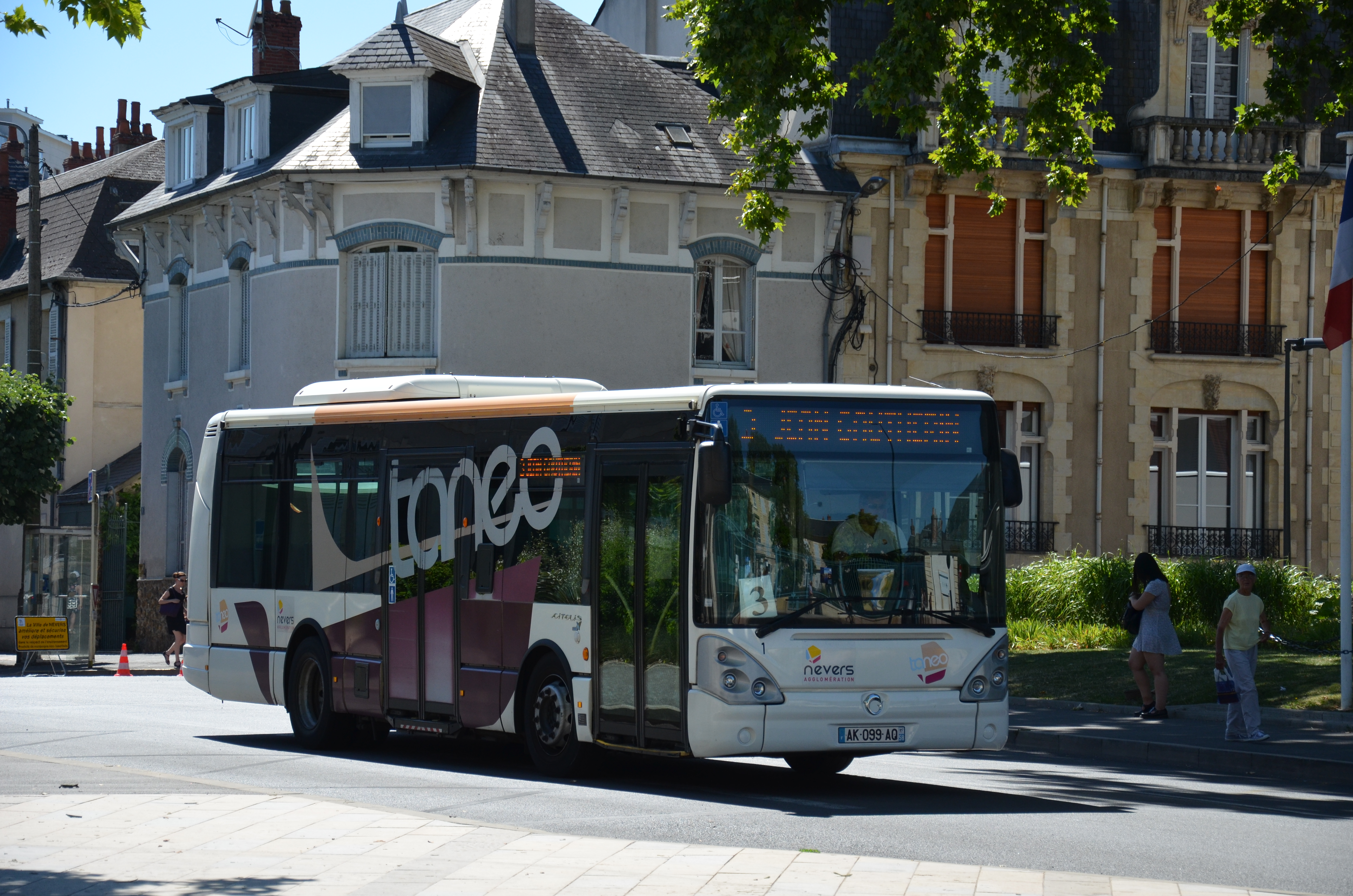
Irisbus Citelis 10 du réseau Neversois.

### Citelis 10
Le Citelis 10 a été lancé en 2008. Une version GNV est disponible (Citelis 10 GNC).
Il remplace l'Iveco CityClass 491.10. L'Urbanway 10 d'Iveco lui succédera. Ses concurrents sont l'Heuliez GX 127, le Mercedes-Benz Citaro K, le MAN Lion's City M, le Solaris Urbino 10, le Van Hool NewA309, le Jonckheere Transit 2000 M et le BredaMenarinibus Vivacity.

### Citelis 12

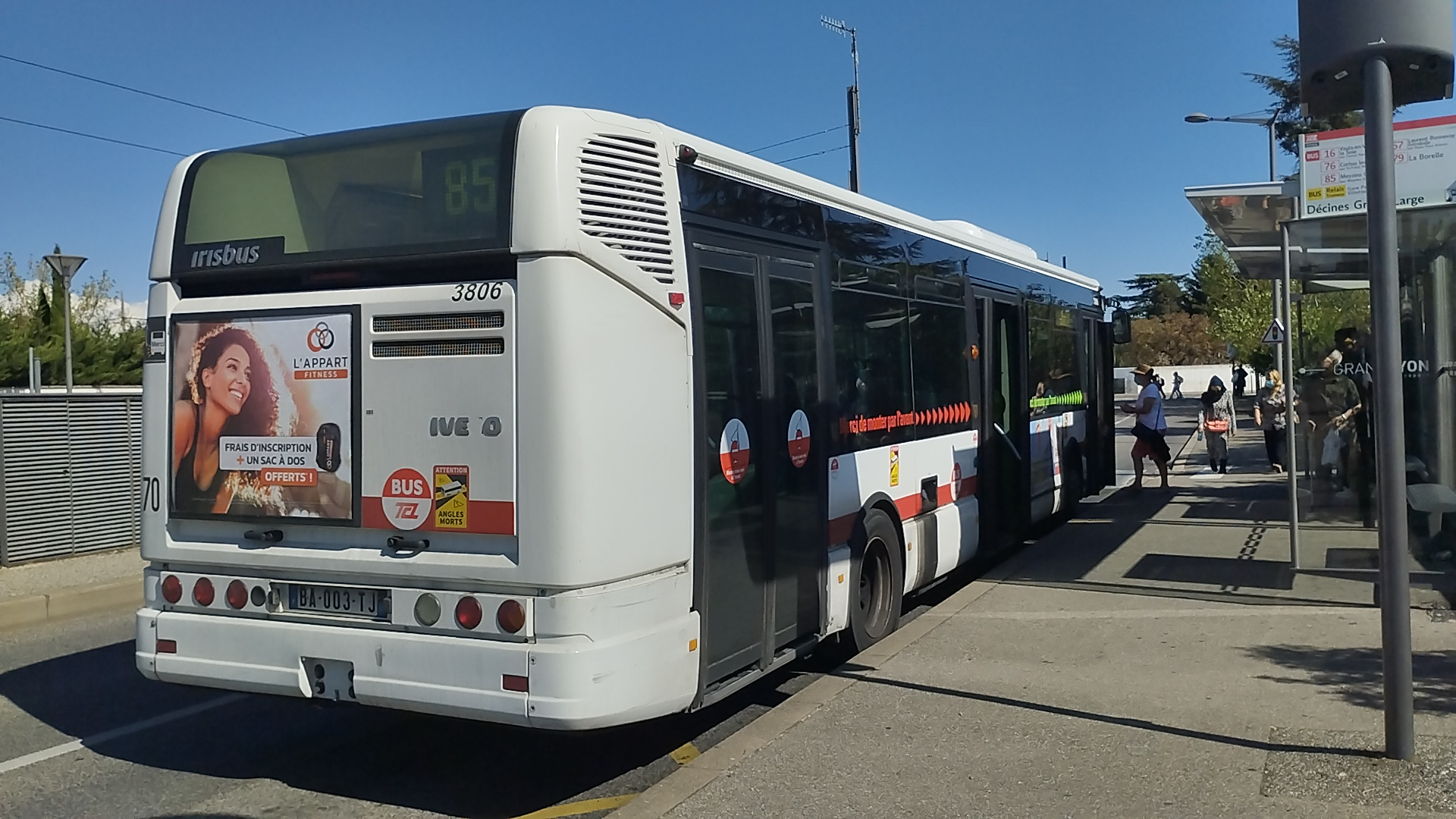
Irisbus Citelis 12 €4 ligne 85 sur le réseau TCL à Décines Grand Large (aujourd'hui réformé)

Le Citelis 12 a été lancé en 2005. Une version avec un moteur au gaz naturel est disponible (Citelis 12 GNC). Cette version possède huit réservoirs sur son toit, soit 1 240 litres de GNV.
Il remplace les Iveco CityClass CNG et Agora S et sera remplacé par l'Urbanway 12 d'Iveco Bus. Ses concurrents sont l'Heuliez GX 327, le Mercedes-Benz Citaro, le MAN Lion's City, le Solaris Urbino 12, le Scania Omnicity, le Volvo 7700, le Van Hool NewA330, le Setra S 415 NF, le Jonckheere Transit 2000 et le BredaMenarinibus Avancity 12. 

### Citelis 18

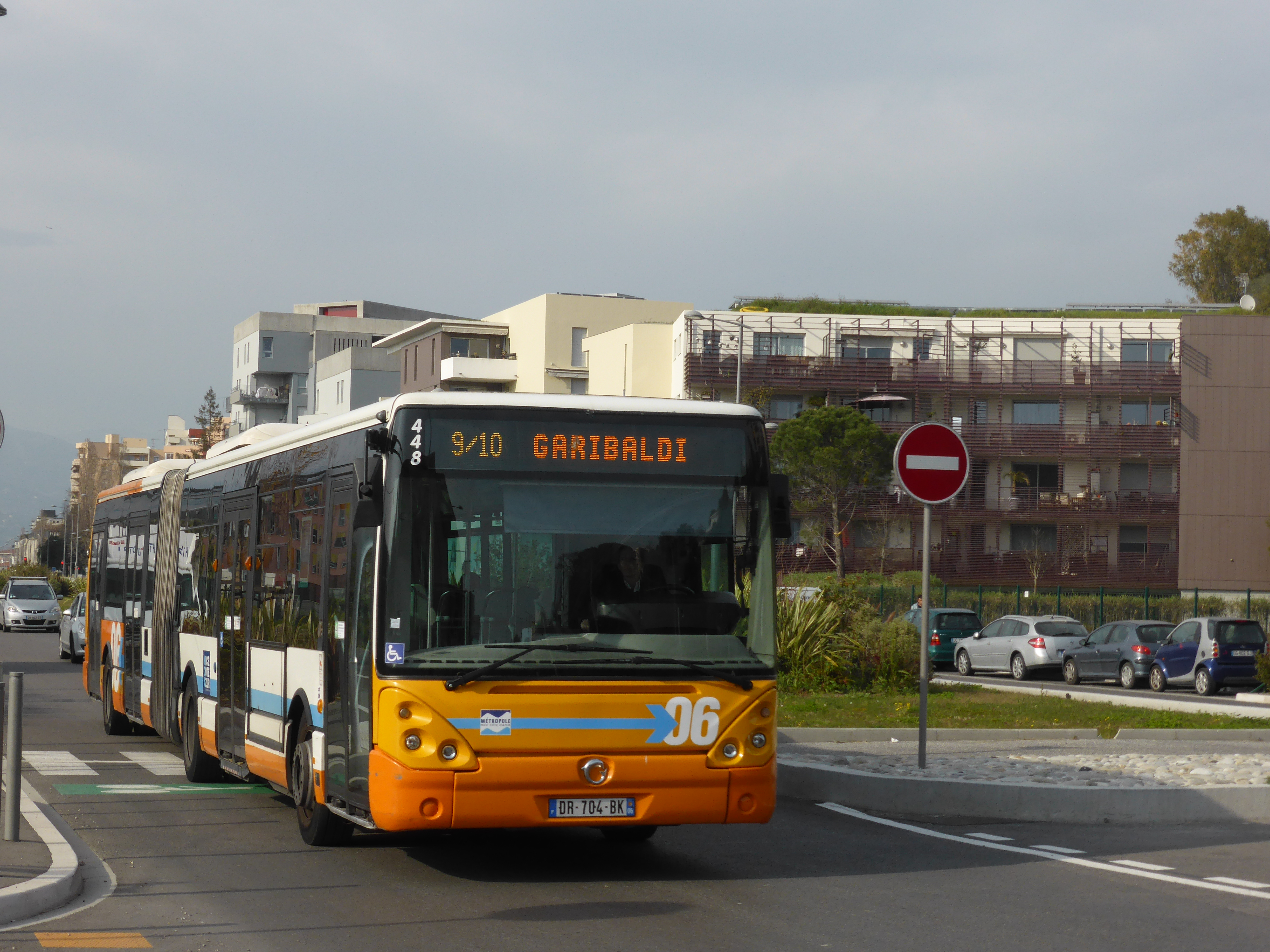
Un Irisbus Citelis 18 numéro 248 puis 448 du réseau Ligne d'Azur

Le Citelis 18 a été lancé en 2005. Une version GNV est disponible (Citelis 18 GNC). Cette version possède dix réservoirs sur son toit, soit 1 550 litres de GNV, ce qui correspond à une autonomie d'environ 500 km. Il est à noter qu'une option de 380 chevaux existe également pour les Citelis 18 (option choisie par les réseaux toulousains et Rochelais par exemple). Ces moteurs sont les plus puissants de ceux de la société Iveco pour les Irisbus Citelis. Le Citelis 18 peut être équipé du guidage optique.
Il remplace les CityClass 491.18 CNG et Irisbus Agora L. L'Urbanway 18 d'Iveco Bus lui succédera. Ses concurrents sont l'Heuliez GX 427, le Mercedes-Benz Citaro G, le MAN Lion's City G, le Solaris Urbino 18, le Scania Omnicity G, le Volvo 7700A, le Van Hool NewAG300, le Jonckheere Transit 2000 G et le BredaMenarinibus Avancity 18.

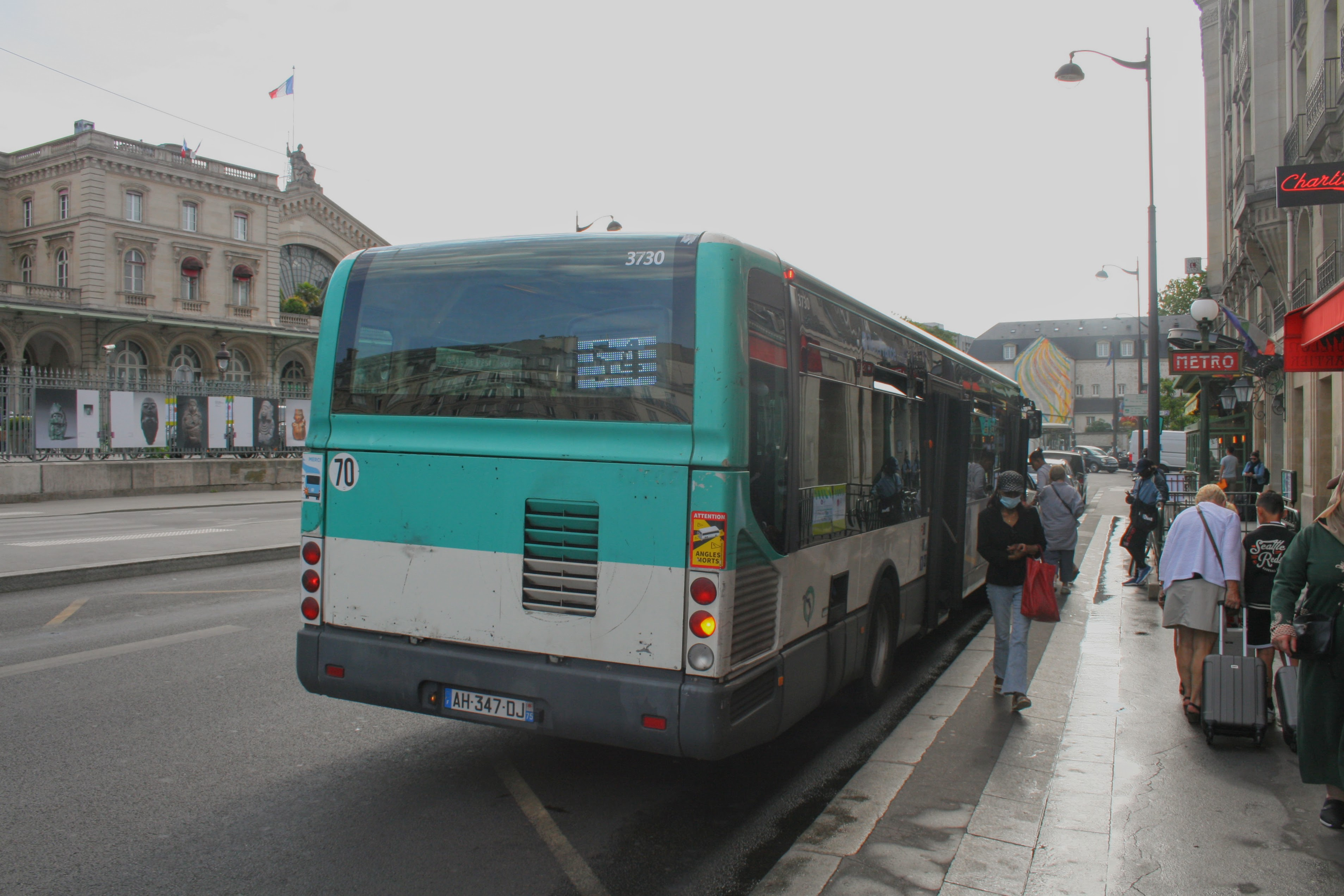
Un Citelis Line de la RATP à Paris. On remarque sa face arrière particulière, avec les phares verticaux, sa lunette arrière abaissée et une fenêtre latérale supplémentaire.

### Citelis Line
Conçu pour être un bus suburbain (villes en périphérie d'une agglomération), il est plus économique qu'un Citelis à motorisation diesel. Le Citelis Line succède à l'Agora Line. Ce bus a notamment été utilisé sur le réseau RATP, mais commence à être réformé à cause de la conversion énergiétique des Centre Bus RATP. Il existe uniquement en version 12 mètres. Sa partie arrière est très différente de celle des autres Citelis car son moteur est implanté longitudinalement, ce qui représente la principale différence par rapport à un Citelis 12. Les feux arrière sont également positionnés différemment (verticaux, alors qu'ils sont horizontaux sur le reste de la gamme).
Sa production a été stoppée en octobre 2010 en raison des ventes trop faibles[réf. nécessaire].

### Citelis Hybride

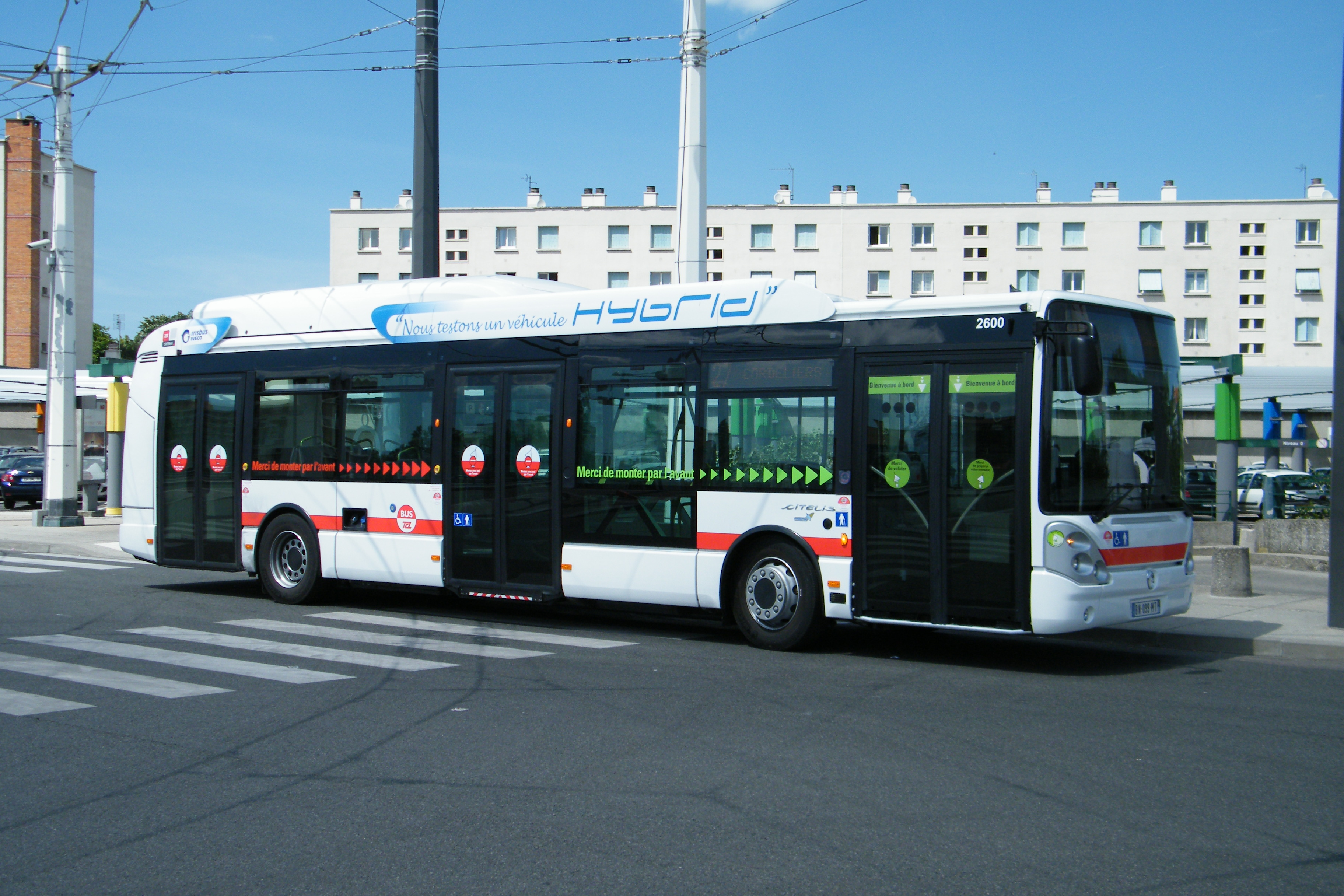
Irisbus Citelis 12 Hybride à Lyon (TCL).

Lors des 22e Rencontres nationales du transport public, en novembre 2009, Irisbus a présenté deux modèles de bus hybrides. Conçus sur la base des Citelis 12 et 18, ils utilisent la technologie hybride série.
Ces bus sont équipés du moteur Fiat-Iveco Tector 6, au lieu du Cursor 8 dans les modèles commercialisés dans la gamme actuelle, d'une génératrice avec fonction Stop and start, d'un moteur électrique et de batteries lithium-ion. Ce système permet de réduire la consommation de carburant et les rejets de gaz polluants grâce notamment à la récupération de l'énergie au freinage.

### Citelis Trolleybus 12 & 18

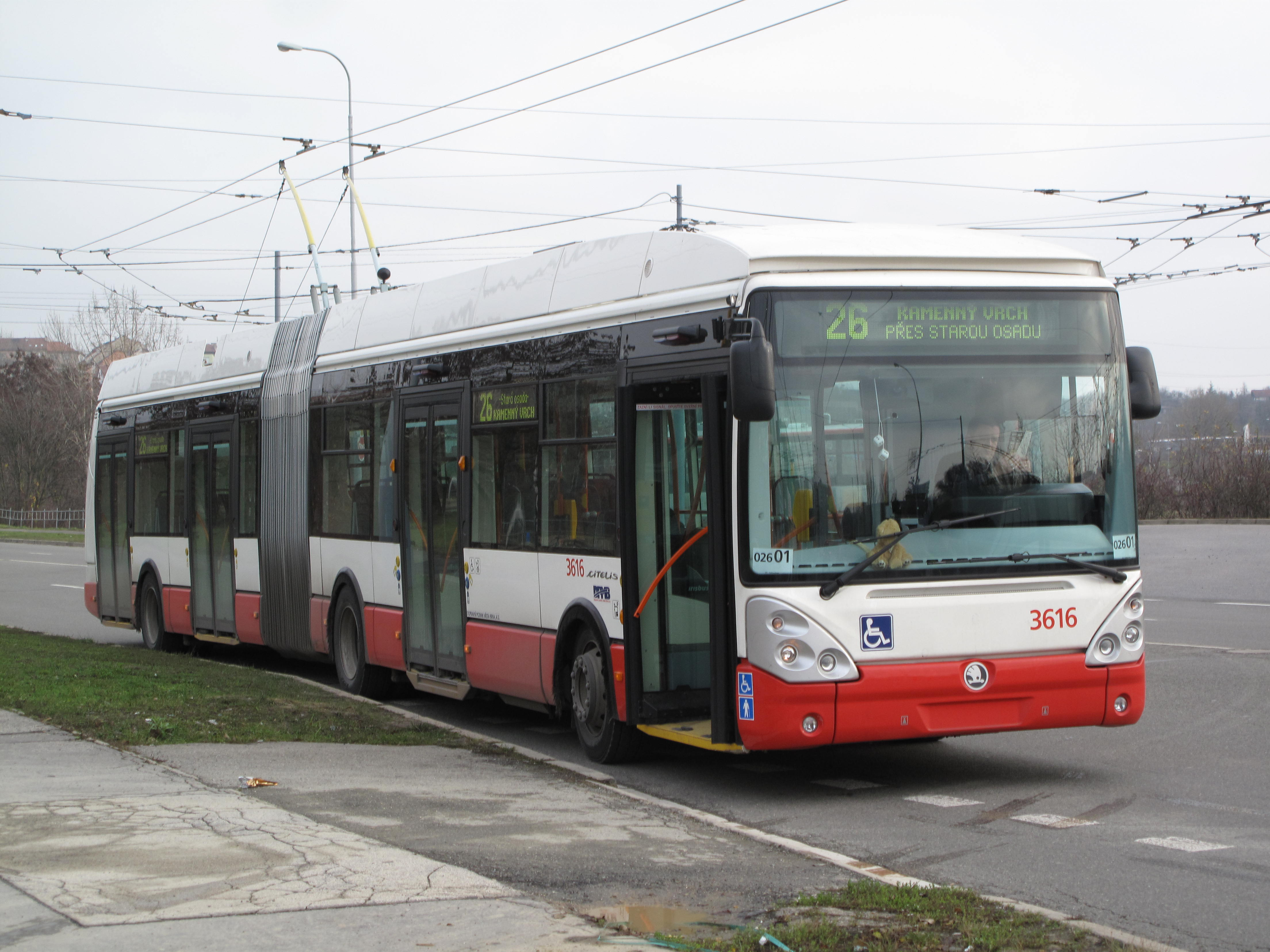
Škoda 25Tr Irisbus

Le Citelis existe également en version trolleybus. Il est fabriqué par Heuliez Bus en y intégrant un équipement de traction fourni par le constructeur tchèque Škoda Electric. Il est disponible en version 12 et 18 mètres.
Une licence de fabrication a été cédée par Iveco au constructeur tchèque qui fabrique, dans ses usines Škoda Transportation en République tchèque, deux variantes nommées Skoda 24Tr Irisbus & Škoda 25Tr Irisbus en 12 et 18 mètres respectivement.
Une seconde licence a été cédée au constructeur roumain Astra Bus qui fabrique en Roumanie et pour le seul marché roumain, le Citelis Trolleybus 12.
Au total, on dénombrait au 20 avril 2006, 70 véhicules 24Tr & 25 Tr vendus par Skoda et 30 Citelis 12 par Astra Bus.

### Crealis

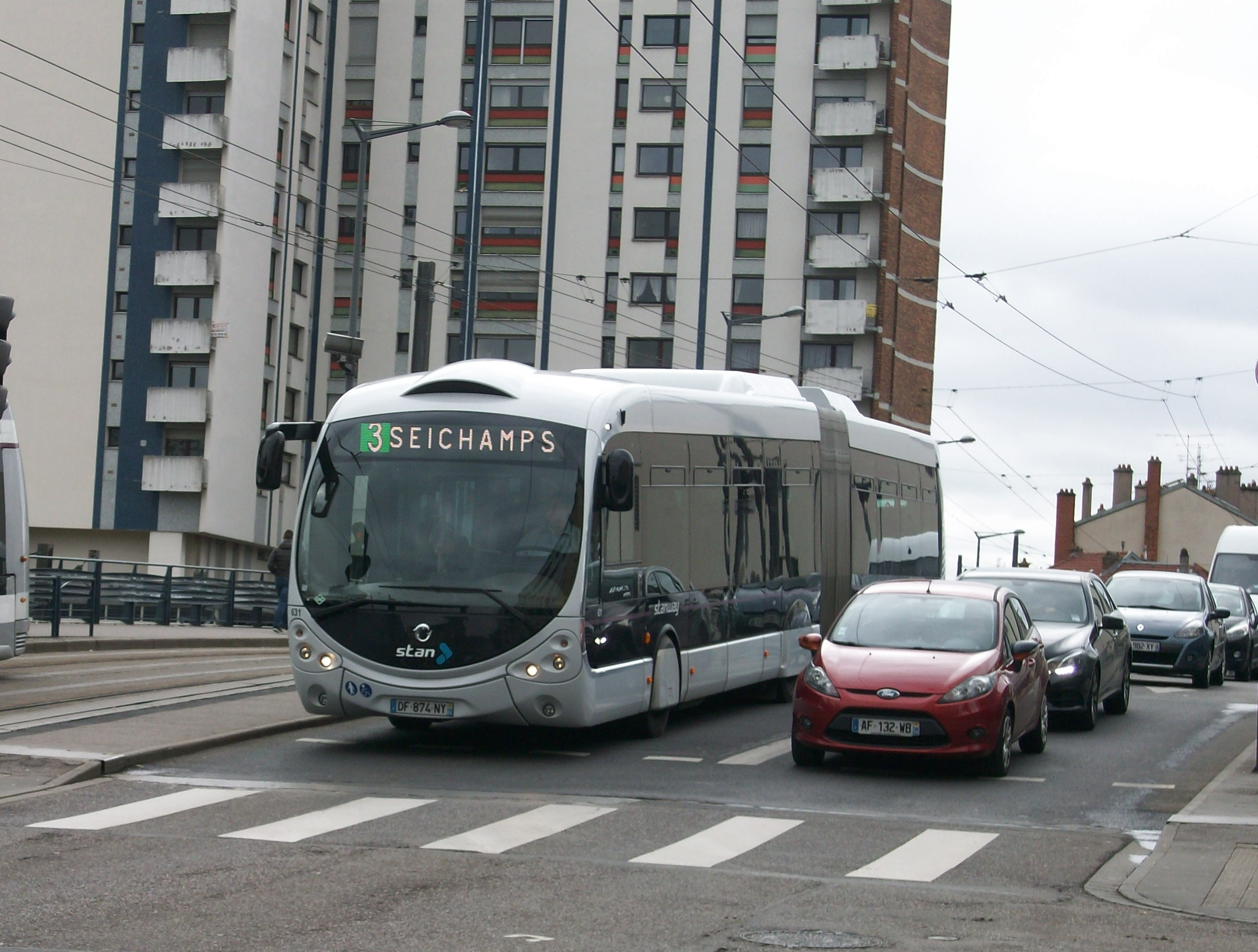
Irisbus Crealis Neo.

Face au souhait de plus en plus exprimé par les collectivités de se doter d'autobus au design particulier, notamment pour leurs projets de lignes à haut niveau de service, Irisbus lance le Crealis, dérivé du Citelis lequel partage sa plate-forme et sa mécanique. Un premier prototype est présenté en 2007. Le Crealis est décliné en version standard de 12 mètres et en version articulée de 18 mètres.
Dans le cadre du projet Tango+, la Communauté d'agglomération Nîmes Métropole sélectionne le Crealis. Pour l'occasion Irisbus travaille à une nouvelle face avant, plus arrondie. Cette variante sera dénommée Crealis Neo.
En 2014, à la suite de l'arrêt de la production du Citelis, Iveco Bus lance une nouvelle version du Crealis, sur la base de l'Urbanway.

## Caractéristiques

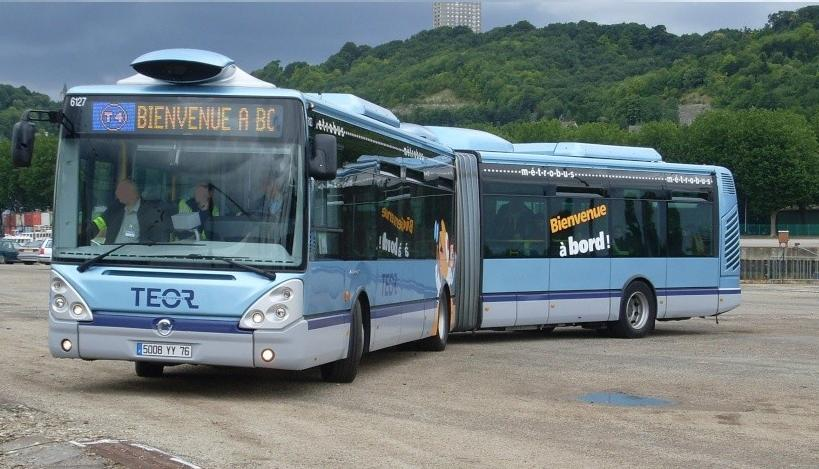
Irisbus Citelis 18 équipé du guidage optique.

La face avant a été entièrement redessinée, au contraire du capot arrière quasi identique à celui de l'Agora, son prédécesseur. Les feux avant triangulaires et arrière ronds placés horizontalement sont nouveaux. Le compartiment mécanique a été revu à la manière IVECO pour éviter les surchauffes du moteur qui se produisaient avec les anciens Renault Agora équipés de moteurs Renault.
Les Citelis sont dotés d'un moteur IVECO Cursor 8, avec une cylindrée de 7,8 litres et disponible en version 245, 272, 290, 310, 330 et 381 ch (réservé à la version articulée), monté en position arrière transversale et verticale. Deux versions, gazole ou gaz, sont disponibles, toutes deux respectant la norme euro 4. IVECO propose également une version EEV, déjà conforme à la future règlementation Euro 5. Il existe aussi une version GNV. La boîte de vitesses est automatique, de type ZF ou Voith.

### Dimensions
| Modèles                         | Citelis 10                | Citelis 12                                                     | Citelis 18                                                                | Citelis Line                                                   | Citelis Trolley 12 / 18                                                                  | Crealis 12            | Crealis 18            |
| ------------------------------- | ------------------------- | -------------------------------------------------------------- | ------------------------------------------------------------------------- | -------------------------------------------------------------- | ---------------------------------------------------------------------------------------- | --------------------- | --------------------- |
| Longueur (mm)                   | 10 460                    | 11 990                                                         | 17 800                                                                    | 11 990                                                         | 11,99 m / 17,80 m                                                                        | - 11 990 - Neo 12 325 | - 17 900 - Neo 18 235 |
| Largeur (mm)(sans rétroviseurs) | 2 500                     | 2 500                                                          | 2 500                                                                     | 2 500                                                          | 2 500                                                                                    | 2 500                 | 2 500                 |
| Hauteur                         | 2,85 m (sans clim ni GNV) | 2,85 m (sans clim ni GNV)                                      | 3,185 m (sans clim ni GNV)                                                | 2,85 m (sans clim)                                             | 3,50 m (sans perches)                                                                    | - 3 125 - Neo 3 223   | - 3 125 - Neo 3 223   |
| Empattement                     |                           |                                                                |                                                                           |                                                                |                                                                                          |                       |                       |
| Porte-à-faux                    |                           |                                                                |                                                                           |                                                                |                                                                                          |                       |                       |
| Rayon de braquage               |                           |                                                                |                                                                           |                                                                |                                                                                          |                       |                       |
| Masse à vide                    |                           |                                                                |                                                                           |                                                                |                                                                                          |                       |                       |
| P.T.A.C.                        |                           | 19 t maxi                                                      | 32 t maxi                                                                 | 19 t maxi                                                      | 19 t maxi / 32 t maxi                                                                    |                       |                       |
| Capacité assis + debout = maxi  |                           | 90 personnes (variable en fonction de l'aménagement intérieur) | 43 + 67 = 110 personnes (variable en fonction de l'aménagement intérieur) | 90 personnes (variable en fonction de l'aménagement intérieur) | 90 personnes / 43 + 67 = 110 personnes (variable en fonction de l'aménagement intérieur) |                       |                       |
| Portes                          | 2 ou 3 portes             | 2 ou 3 portes                                                  | 3 ou 4 portes                                                             | 2 ou 3 portes                                                  | 2 ou 3 portes / 3 ou 4 portes                                                            |                       | 3 ou 4 portes         |
| Hauteur du plancher             | 330                       | 330                                                            | 330                                                                       | 330                                                            | 330                                                                                      | 320                   | 320                   |

|                          | Crealis Neo 12                           | Crealis Neo 18                           |
| ------------------------ | ---------------------------------------- | ---------------------------------------- |
| Longueur (m)             | 12,352                                   | 18,235                                   |
| Largeur (m)              | 2,550                                    | 2,550                                    |
| Hauteur (m)              | 3,223                                    | 3,223                                    |
| Empattement (m)          | 5,355                                    | 5,355 / 6,675                            |
| Porte-à-faux (av/ar) (m) | 3,045 / 3,160                            | 2,710 / 3,045                            |
| Rayon de braquage (m)    | 10,966                                   | 10,260                                   |
| P.T.A.C. (t)             | 19,000                                   | 29,100                                   |
| Capacité                 | Environ 100 places, suivant aménagements | Environ 150 places, suivant aménagements |
| Portes                   | 2 ou 3 portes                            | 3 ou 4 portes                            |
| Hauteur du plancher (mm) | 320                                      | 320                                      |

### Mécanique
|                    | Citelis 10                                                                       | Citelis 12                                                                       | Citelis 18                                                                               | Citelis Line                                                                                               | Citelis Trolleybus 12 / 18                                                          |
| ------------------ | -------------------------------------------------------------------------------- | -------------------------------------------------------------------------------- | ---------------------------------------------------------------------------------------- | --- | ----------------------------------------------------------------------------------- |
| Moteurs            | IVECO Cursor 8 (Euro 3 - 4 & 5+EEV) - 180 kW (245 ch), 272 ch ou 213 kW (290 ch) | IVECO Cursor 8 (Euro 3 - 4 & 5+EEV) - 180 kW (245 ch), 272 ch ou 213 kW (290 ch) | Iveco Cursor 8 (Euro 3 - 4 & 5+EEV) - 213 kW (290 ch), 310 ch, 330 ch ou 280 kW (381 ch) | Iveco Cursor 8 (Euro 3 - 4 & 5+EEV) - 180 kW (245 ch) ou 213 kW (290 ch) - (filtre à particules en option) | Škoda 18ML 3550 K/4 240 kW - 600 / 750 V + moteur auxiliaire thermique Euro4 100 kW |
| Transmission       | Propulsion (sur les roues arrière)                                               | Propulsion (sur les roues arrière)                                               | Propulsion (sur les roues arrière)                                                       | Propulsion (sur les roues arrière)                                                                         | Propulsion (sur les roues arrière)                                                  |
| Boites de vitesses | Automatique 3 à 6 rapports, ZF Ecomat ou Voith DIWA                              | Automatique 3 à 6 rapports, ZF Ecomat ou Voith DIWA                              | Automatique 3 à 6 rapports, ZF Ecomat ou Voith DIWA                                      | Automatique 3 à 6 rapports, ZF ou Voith                                                                    |                                                                                     |
| Frein              | Pneumatique à disques (avant) et tambours (arrière)                              | Pneumatique à disques (avant) et tambours (arrière)                              | Pneumatique à disques (avant) et tambours (arrière)                                      | Pneumatique à disques (avant) et tambours (arrière)                                                        | Pneumatique à disques (avant) et tambours (arrière)                                 |
| Suspension         | Coussins pneumatiques ; Amortisseurs hydrauliques et Barres de torsion           | Coussins pneumatiques ; Amortisseurs hydrauliques et Barres de torsion           | Coussins pneumatiques ; Amortisseurs hydrauliques et Barres de torsion                   | Coussins pneumatiques ; Amortisseurs hydrauliques et Barres de torsion                                     | Coussins pneumatiques ; Amortisseurs hydrauliques et Barres de torsion              |
| Direction          | Hydraulique à crémaillère assisté                                                | Hydraulique à crémaillère assisté                                                | Hydraulique à crémaillère assisté                                                        | Hydraulique à crémaillère assisté                                                                          | Hydraulique à crémaillère assisté                                                   |

|                    | Crealis 12 | Crealis 18 |
| ------------------ | --- | --- |
| Moteurs            | Iveco Cursor 8 180 kW (Euro IV, Euro V) Iveco Cursor 8 213 kW (Euro IV, Euro V) Iveco Cursor 8 CNG 154 kW Iveco Cursor 8 CNG 200 kW | Iveco Cursor 8 213 kW (Euro IV, Euro V) Iveco Cursor 8 280 kW (Euro IV, Euro V) Iveco Cursor 8 CNG 200 kW Iveco Cursor 8 CNG 230 kW |
| Transmission       | Pont arrière à portique inversé avec double réduction ZF ou Iveco                                                                   | Pont arrière à portique inversé avec double réduction ZF ou Iveco                                                                   |
| Boites de vitesses | Voith D854.5 ZF5HP-504C ZF6HP-504C                                                                                                  | Voith D864.5 ZF5HP-604C ZF6HP-604C                                                                                                  |
| Frein              | Pneumatique à disques (avant et arrière) avec ABS, ASR & EBS                                                                        | Pneumatique à disques (avant et arrière) avec ABS, ASR & EBS                                                                        |
| Suspension         | Coussins pneumatiques ; Amortisseurs hydrauliques et Barres de torsion                                                              | Coussins pneumatiques ; Amortisseurs hydrauliques et Barres de torsion                                                              |
| Direction          | De type ZF, hydraulique à crémaillère assisté                                                                                       | De type ZF, hydraulique à crémaillère assisté                                                                                       |

|                    | Crealis Neo 12 | Crealis Neo 18 | Crealis Neo 18 Trolleybus                                                 |
| ------------------ | --- | --- | ------------------------------------------------------------------------- |
| Moteurs            | Iveco Cursor 8 180 kW (Euro IV, Euro V) Iveco Cursor 8 213 kW (Euro IV, Euro V) Iveco Cursor 8 CNG 154 kW Iveco Cursor 8 CNG 200 kW | Iveco Cursor 8 213 kW (Euro IV, Euro V) Iveco Cursor 8 280 kW (Euro IV, Euro V) Iveco Cursor 8 CNG 200 kW Iveco Cursor 8 CNG 230 kW | Škoda Electric 280 kW + thermique FPT Tector 4 Euro6 & alternateur 100 kW |
| Transmission       | Pont arrière à portique inversé avec double réduction ZF ou Iveco                                                                   | Pont arrière à portique inversé avec double réduction ZF ou Iveco                                                                   | Pont arrière à portique inversé avec double réduction ZF ou Iveco         |
| Boites de vitesses | Voith D854.5 ZF5HP-504C ZF6HP-504C                                                                                                  | Voith D864.5 ZF5HP-604C ZF6HP-604C                                                                                                  | Voith D864.5 ZF5HP-604C ZF6HP-604C                                        |
| Frein              | Pneumatique à disques (avant et arrière) avec ABS, ASR & EBS                                                                        | Pneumatique à disques (avant et arrière) avec ABS, ASR & EBS                                                                        | Pneumatique à disques (avant et arrière) avec ABS, ASR & EBS              |
| Suspension         | Coussins pneumatiques ; Amortisseurs hydrauliques et Barres de torsion                                                              | Coussins pneumatiques ; Amortisseurs hydrauliques et Barres de torsion                                                              | Coussins pneumatiques ; Amortisseurs hydrauliques et Barres de torsion    |
| Direction          | De type ZF, hydraulique à crémaillère assisté                                                                                       | De type ZF, hydraulique à crémaillère assisté                                                                                       | De type ZF, hydraulique à crémaillère assisté                             |

### Motorisation thermique
| Utilisation        | 10 ; 12                        | 10 ; 12 ; 18                   | 18                             | 10 ; 12                        | 10 ; 12 ; 18                   | 18                             |
| ------------------ | ------------------------------ | ------------------------------ | ------------------------------ | ------------------------------ | ------------------------------ | ------------------------------ |
| Carburant          | diesel                         | diesel                         | diesel                         | GNV                            | GNV                            | GNV                            |
| Moteur             | Iveco Cursor 8                 | Iveco Cursor 8                 | Iveco Cursor 8                 | Iveco Cursor 8                 | Iveco Cursor 8                 | Iveco Cursor 8                 |
| Construction       |                                |                                |                                |                                |                                |                                |
| Type               |                                |                                |                                |                                |                                |                                |
| Norme pollution    | Euro 3/4/5/EEV                 | Euro 3/4/5/EEV                 | Euro 3/4/5/EEV                 | Euro 3/4/5/EEV                 | Euro 3/4/5/EEV                 | Euro 3/4/5/EEV                 |
| Cylindrée          | 7,8 L (7790 cm3)               | 7,8 L (7790 cm3)               | 7,8 L (7790 cm3)               | 7,8 L (7790 cm3)               | 7,8 L (7790 cm3)               | 7,8 L (7790 cm3)               |
| Performance        | 180 kW (245 ch) à 2 050 tr/min | 213 kW (290 ch) à 2 050 tr/min | 280 kW (381 ch) à 2 050 tr/min | 200 kW (272 ch) à 2 050 tr/min | 228 kW (310 ch) à 2 050 tr/min | 243 kW (330 ch) à 2 050 tr/min |
| Couple             | 1 100 N m à 1 040 tr/min       | 1 100 N m à 1 040 tr/min       | 1 500 N m à 1 125 tr/min       | 1 000 N m à 1 100 tr/min       | 1 100 N m à 1 100 tr/min       | 1 300 N m à 1 200 tr/min       |
| Consommation + CO2 |                                |                                |                                |                                |                                |                                |

### Motorisation hybride
Les versions hybrides de 12 et 18 mètres utilisent la technologie hybride série.
| Utilisation               | Citelis 12 Hybrid                                  | Citelis 18 Hybrid                                  |
| ------------------------- | -------------------------------------------------- | -------------------------------------------------- |
| Moteur thermique          | diesel 6 cylindres en ligne Iveco Tector 6         | diesel 6 cylindres en ligne Iveco Tector 6         |
| Norme pollution           | EEV                                                | EEV                                                |
| Cylindrée                 | 5 910 cm3* (5,91 L)                                | 5 910 cm3* (5,91 L)                                |
| Performance               | 220 kW (300 Ch) à 1 850 tr/min                     | 220 kW (300 Ch) à 1 850 tr/min                     |
| Couple                    | 1 050 N m                                          | 1 050 N m                                          |
| Disposition               | Vertical transversal dans le porte-à-faux arrière. | Vertical transversal dans le porte-à-faux arrière. |
| Génératrice               |                                                    |                                                    |
| Type                      | À aimant permanent.                                | À aimant permanent.                                |
| Puissance                 | 140 kW                                             | 200 kW                                             |
| Refroidissement           | Eau-glycol                                         | Eau-glycol                                         |
| Disposition de l'ensemble | Transversal dans le porte-à-faux arrière.          | Transversal dans le porte-à-faux arrière.          |

| Utilisation                   | Citelis 12 Hybrid     | Citelis 18 Hybrid     |
| ----------------------------- | --------------------- | --------------------- |
| Moteur électrique             |                       |                       |
| Type                          | Asynchrone.           | Asynchrone.           |
| Puissance continue / maximum  | 120 kW / 175 kW       | 160 kW / 200 kW       |
| Couple intermittent / maximum | 2 360 N m / 3 300 N m | 3 800 N m / 5 100 N m |
| Réducteur                     | 4:1                   | 4:1                   |
| Refroidissement               | Eau-glycol            | Eau-glycol            |
| Nombre                        | 1 par véhicule        | 1 par véhicule        |

### Aménagement intérieur
La configuration des sièges est variable.

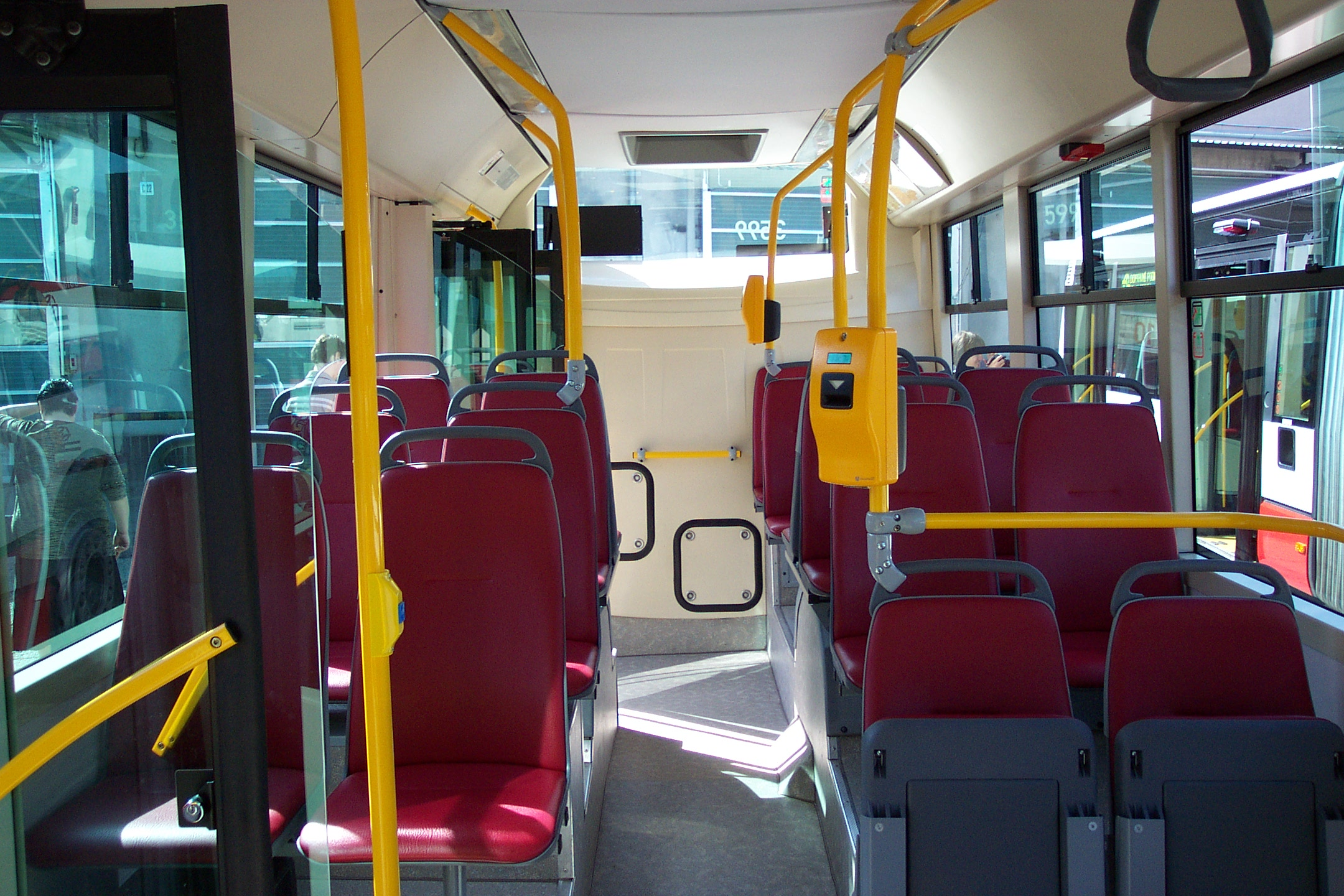
Vue vers l'arrière sur un modèle à moteur transversal (diesel et GNV).
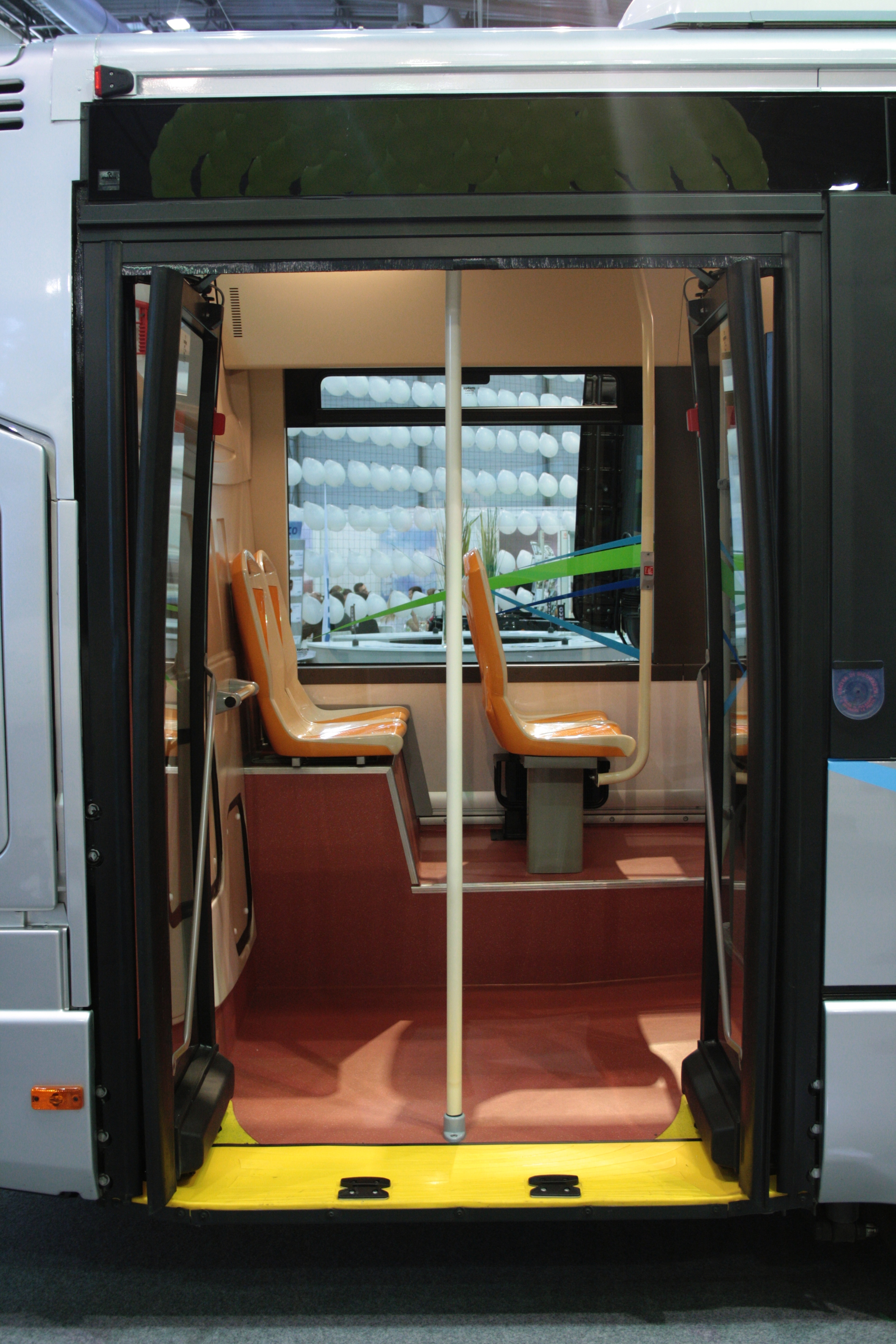
Idem.
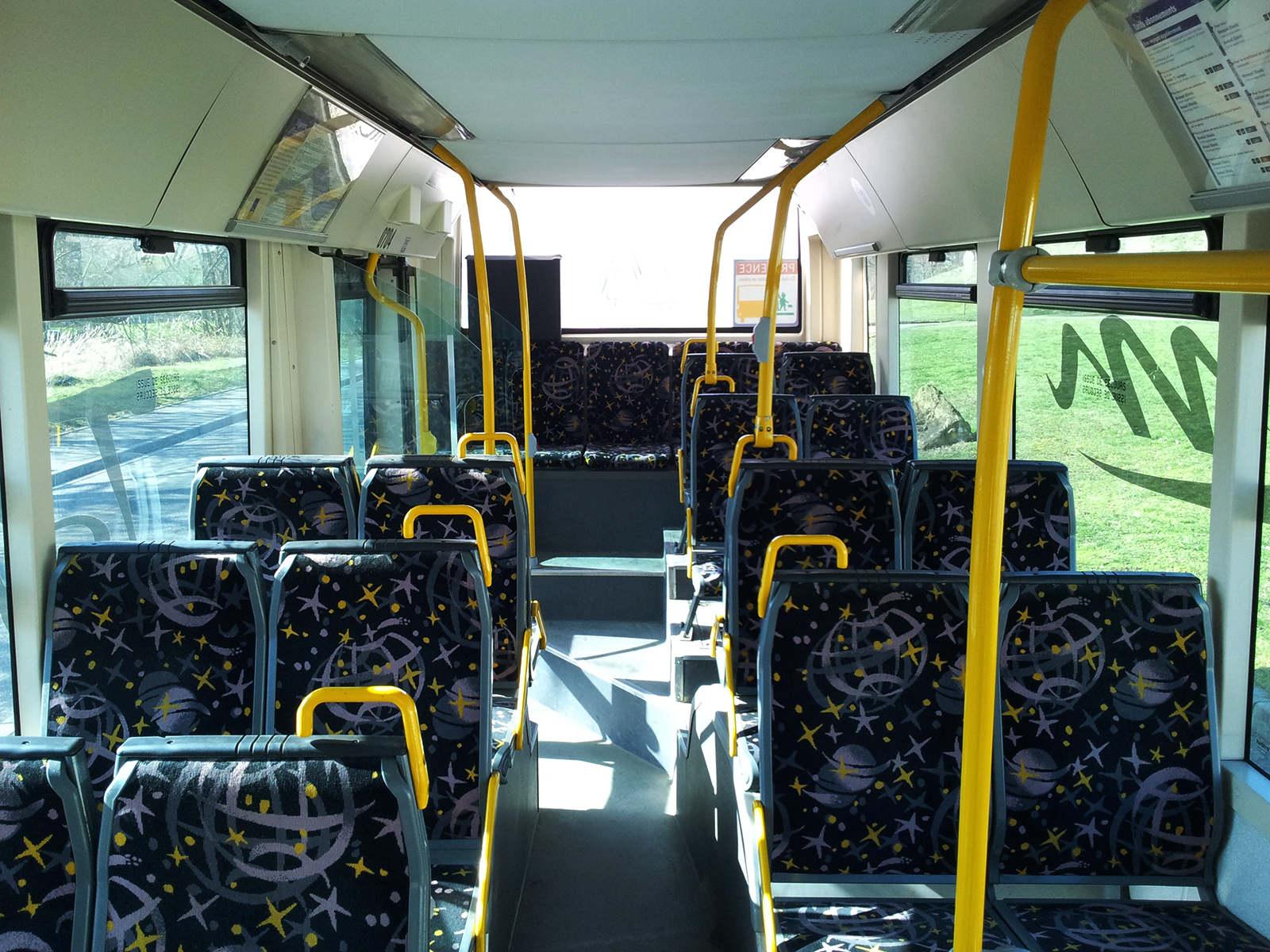
Vue arrière sur un modèle à moteur longitudinal (Citelis Line).
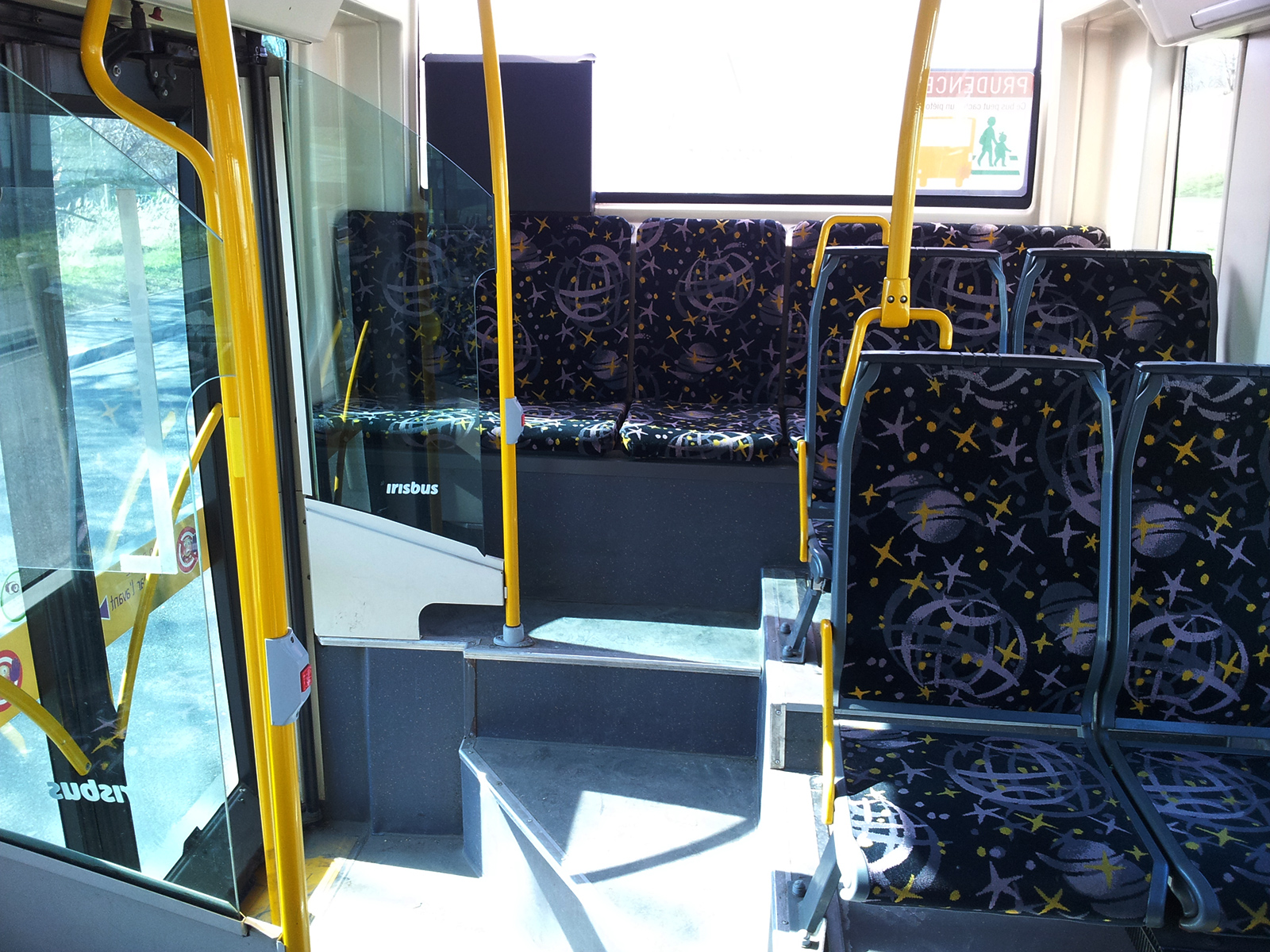
Idem.
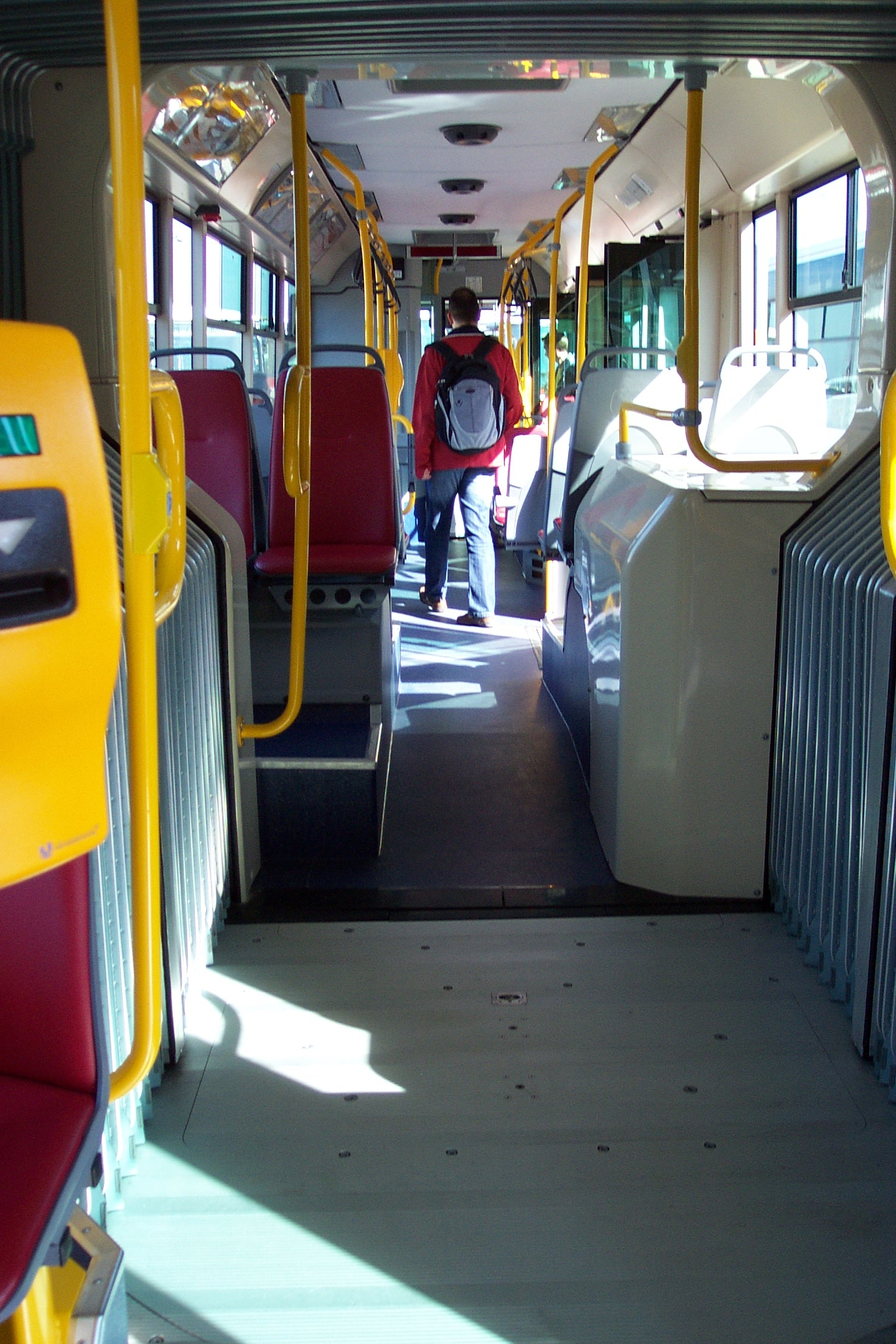
Vue au niveau de l'articulation avec le réservoir à carburant des modèles diesel (sur la droite).

## Dans la culture populaire.
Dans les films Disney tels que Cars 2 et Planes : Fire & Rescue, un Irisbus Citelis apparaît sous la forme de personnages tels qu'Emmanuel, Chris Compass, Linus Lines, Trudy Trailway et Valerie Vistaview. Emmanuel est un bus qui apparaît à Paris, se faufilant dans la circulation. Il attend impatiemment derrière Martin, qui peine à s'engager dans le rond-point de l'Arc de Triomphe sans percuter d'autres voitures. Il est principalement peint en bleu, avec des lignes blanches et rouges sur les côtés représentant le drapeau français. Il comporte également deux bandes jaunes. L'une des bandes jaunes de chaque côté porte la marque Parisian Car Tours écrite en rouge.
Dans Planes : Fire & Rescue, l'emblème traditionnel d'Irisbus est absent sur le devant.